# Gérald Marie
Gérald Marie (1950) is de directeur van het modellenbureau Elite Model Management. Tevens was hij in 1972 oprichter van dit modellenbureau. Marie is ook de ex-man van model Linda Evangelista, met wie hij tussen 1987 en 1993 getrouwd was.